# Heinrich Richard Schmidt
Heinrich Richard Schmidt (* 11. Dezember 1952 in Großrosseln) ist ein deutscher Historiker.

## Leben
Schmidt studierte von 1972 bis 1977 Germanistik und Geschichte an der Universität des Saarlandes in Saarbrücken. Von 1979 bis 1984 war er Stipendiat am Institut für Europäische Geschichte in Mainz. 1984 erfolgte seine Promotion zum Dr. phil. an der Universität des Saarlandes. 2001 wurde er Assistenzprofessor für Neuere und Neueste Geschichte am Historischen Institut der Universität Bern, 2007 Dozent für die Geschichte der Frühen Neuzeit und des 19. Jahrhunderts am dortigen Historischen Institut und 2008 Assoziierter Professor ebenda. 2018 wurde er emeritiert.
Schmidts Forschungsschwerpunkte sind die Verfassungs- und Reichsgeschichte, die Reformation, besonders der Städte, die Konfessionalisierung, Sozial- und Mentalitätsgeschichte der Frühen Neuzeit im europäischen Kontext, Geschlechtergeschichte, Geschichte der Armut, politische Ideengeschichte, Kulturgeschichte, Schulgeschichte und historische Bildungsforschung sowie Alphabetisierungsgeschichte.

## Schriften
Monographien
- Dorf und Religion. Reformierte Sittenzucht in Berner Landgemeinden der Frühen Neuzeit, Stuttgart, Jena, New York 1995.
- Konfessionalisierung im 16. Jahrhundert (= Enzyklopädie deutscher Geschichte, Band 12), München 1992.
- Reichsstädte, Reich und Reformation. Korporative Religionspolitik 1521–1529/30 (= Veröffentlichungen des Instituts für Europäische Geschichte, Band 122), Stuttgart 1986.

Herausgeberschaft
- Worber Geschichte, Stämpfli, Bern 2005, ISBN 3-7272-1173-3
- (mit Alfred Messerli, Fritz Osterwalder, Daniel Tröhler): Die Stapfer-Enquête. Edition der helvetischen Schulumfrage von 1799, Bern 2015.
- Mitherausgeber der Reihe: Berner Forschungen zur Regionalgeschichte, Band 1–20, Verlag Traugott Bautz, Nordhausen 2004, ISBN 978-3-88309-131-0 (Bd. 1 ff.)